# Listă de scriitori români - P

## Scriitori români - P
- Pacepa, Ion Mihai
- Pachia-Tatomirescu, Ion
- Paleologu, Alexandru
- Paler, Octavian
- Pană, Vladimir
- Panaite, Nicolae
- Paniș, Anatolie
- Pann, Anton
- Papadat-Bengescu, Hortensia
- Papahagi, Marian
- Papu, Edgar
- Paraschivescu, Miron Radu
- Pardău, Platon
- Patapievici, Horia Roman
- Pavel, Dan
- Pavel, Dora
- Pavel, Laura
- Păunescu, Adrian
- Pârvescu, Petruț
- Pârvulescu, Ioana
- Peltz Isac
- Perpessicius (Dumitru S. Panaitescu)
- Perșa, Dan
- Petrescu, Camil
- Petrescu, Cezar
- Petrescu, Dan
- Petrescu, Radu
- Petrescu, Răzvan
- Petreu, Marta
- Petrovici, Ioan
- Philippide, Alexandru
- Pillat, Ion
- Pintescu, Aurel
- Piru, Alexandru
- Pituț, Gheorghe
- Pleșu, Andrei
- Pop, Augustin
- Pop, Aurel
- Pop, Ioan S.
- Pop, Ion
- Pop, Mircea M.
- Pop Simion
- Popa, Nicolae
- Popa, Victor Ion
- Popescu, Corneliu M.
- Popescu, Cristian
- Popescu, Cristian Tudor
- Popescu, Dumitru
- Popescu, Dumitru Radu
- Popescu, Elena Liliana
- Popescu, Florentin
- Popescu, Marian
- Popescu, Marius Daniel
- Popescu, Petru
- Popescu, Tudor
- Popescu, Simona
- Popescu, Sînziana
- Popescu, Spiridon
- Popovici, Titus
- Praedetis, Aureliu Antoninio
- Preda, Marin
- Prelipceanu, Nicolae
- Prodan, Ofelia
- Pribeagu, Ion